# Noreuil
Noreuil és un municipi francès situat al departament del Pas de Calais i a la regió dels Alts de França. L'any 2007 tenia 130 habitants.

## Demografia

### Població
El 2007 la població de fet de Noreuil era de 130 persones. Hi havia 50 famílies de les quals 8 eren unipersonals (8 homes vivint sols), 21 parelles sense fills, 17 parelles amb fills i 4 famílies monoparentals amb fills.
La població ha evolucionat segons el següent gràfic:
Habitants censats

### Habitatges
El 2007 hi havia 51 habitatges, 50 eren l'habitatge principal de la família i 1 estava desocupat. Tots els 51 habitatges eren cases. Dels 50 habitatges principals, 49 estaven ocupats pels seus propietaris i 1 estava llogat i ocupat pels llogaters; 1 tenia dues cambres, 4 en tenien tres, 15 en tenien quatre i 30 en tenien cinc o més. 38 habitatges disposaven pel capbaix d'una plaça de pàrquing. A 25 habitatges hi havia un automòbil i a 22 n'hi havia dos o més.

### Piràmide de població
La piràmide de població per edats i sexe el 2009 era:
| Homes | Edats   | Dones |
| ----- | ------- | ----- |
| 0     | 95 o +  | 4     |
| 0     | 90 a 94 | 0     |
| 0     | 85 a 89 | 4     |
| 0     | 80 a 84 | 0     |
| 4     | 75 a 79 | 0     |
| 0     | 70 a 74 | 4     |
| 8     | 65 a 69 | 4     |
| 8     | 60 a 64 | 4     |
| 0     | 55 a 59 | 0     |
| 8     | 50 a 54 | 4     |
| 0     | 45 a 49 | 8     |
| 0     | 40 a 44 | 0     |
| 0     | 35 a 39 | 0     |
| 8     | 30 a 34 | 8     |
| 0     | 25 a 29 | 4     |
| 0     | 20 a 24 | 4     |
| 0     | 15 a 19 | 0     |
| 0     | 10 a 14 | 0     |
| 0     | 5 a 9   | 0     |
| 8     | 0 a 4   | 0     |

## Economia
El 2007 la població en edat de treballar era de 74 persones, 53 eren actives i 21 eren inactives. De les 53 persones actives 51 estaven ocupades (28 homes i 23 dones) i 2 estaven aturades (2 homes). De les 21 persones inactives 8 estaven jubilades, 3 estaven estudiant i 10 estaven classificades com a «altres inactius».
Activitats econòmiques
Dels 2 establiments que hi havia el 2007, 1 era d'una empresa de construcció i 1 d'una empresa financera.
L'únic servei als particulars que hi havia el 2009 era una lampisteria.
L'any 2000 a Noreuil hi havia 7 explotacions agrícoles que ocupaven un total de 504 hectàrees.

## Equipaments sanitaris i escolars
El 2009 hi havia una escola elemental integrada dins d'un grup escolar amb les comunes properes formant una escola dispersa.

## Poblacions més properes
El següent diagrama mostra les poblacions més properes.